# Thiện ác đối đầu (phim 2005)
Thiện ác đối đầu (tiếng Trung: 三岔口, tiếng Anh: Divergence, Hán-Việt: Tam xá khẩu), hay còn gọi là Tam nhân cách, là một bộ phim điện ảnh thuộc thể loại hành động - hình sự của Hồng Kông ra mắt năm 2005 do Trần Mộc Thắng làm đạo diễn và sản xuất, Ngạn Tây viết kịch bản, với sự tham gia của các diễn viên chính gồm Quách Phú Thành, Ngô Ngạn Tổ và Trịnh Y Kiện. Phim khởi chiếu tại Hồng Kông vào ngày 18 tháng 4 năm 2005.

## Tóm tắt nội dung
Kể từ khi Tố Phương - bạn gái của viên cảnh sát tài ba Tôn Triệu Nhân mất tích không một dấu vết suốt 10 năm, mọi thứ dường như đã khiến chàng cảnh sát trẻ tuổi này muốn buông xuôi tất cả.
Những ngày này, Triệu Nhân đang điều tra một phi vụ rửa tiền từ các băng đảng tội phạm hàng đầu, và khi hộ tống một tên kế toán gian xảo thì hắn ta đã bị bắn chết tại chỗ, vì chuyện này mà Triệu Nhân nghi ngờ rằng đang có một thế lực ngầm can thiệp vào vụ này. Tuy nhiên, Đỗ Hậu Sinh - vị luật sư thay mặt cho chủ doanh nhân quyền lực bị nghi ngờ Nhiêu Thiên Dung - đã phủ nhận rằng thân chủ của anh không hề dính líu bất cứ thứ gì trong vụ giết người. Vì không có bằng chứng xác thực nên ông chủ đã được tự do.
Sau một thời gian quan sát, Triệu Nhân đã tìm ra các đầu mối liên hệ giữa những sự kiện nêu trên và đồng thời còn tiết lộ được danh tính thực sự của kẻ sát thủ bí ẩn, hắn chính là A Khúc đã trốn thoát suốt nhiều năm qua. Đồng thời, sự tương đồng giữa cô bạn gái Tố Phương năm xưa với người vợ trẻ Amy của luật sư Hậu Sinh đã càng khiến Triệu Nhân nghi ngờ rằng rất có thể những bí ẩn cất giấu còn chưa được hé lộ.

## Diễn viên
- Quách Phú Thành trong vai Tôn Triệu Nhân
- Ngô Ngạn Tổ trong vai A Khúc
- Trịnh Y Kiện trong vai Đỗ Hậu Sinh
- La Gia Lương trong vai Nhiêu Thiên Dung
- Lý Tâm Khiết trong vai Tố Phương/Amy

## Giải thưởng
| Giải thưởng                               | Giải thưởng                       | Giải thưởng     | Giải thưởng |
| Giải thưởng                               | Hạng mục                          | Đối tượng đề cử | Kết quả     |
| ----------------------------------------- | --------------------------------- | --------------- | ----------- |
| Giải Kim Mã lần thứ 42                    | Nam diễn viên chính xuất sắc nhất |                 | Đoạt giải   |
| Giải Kim Mã lần thứ 42                    | Quay phim xuất sắc nhất           |                 | Đoạt giải   |
| Giải Kim Mã lần thứ 42                    | Dựng phim xuất sắc nhất           |                 | Đoạt giải   |
| Giải Kim Mã lần thứ 42                    | Nhạc phim hay nhất                |                 | Đề cử       |
| Giải thưởng điện ảnh Hồng Kông lần thứ 25 | Nam diễn viên chính xuất sắc nhất |                 | Đề cử       |
| Giải thưởng điện ảnh Hồng Kông lần thứ 25 | Dựng phim xuất sắc nhất           |                 | Đoạt giải   |
| Giải thưởng điện ảnh Hồng Kông lần thứ 25 | Chỉ đạo võ thuật xuất sắc nhất    |                 | Đề cử       |